# (726) Joëlla
(726) Joëlla es un asteroide que forma parte del cinturón de asteroides y fue descubierto por Joel Hastings Metcalf el 22 de noviembre de 1911 desde Winchester, Estados Unidos.

## Designación y nombre
Joëlla recibió al principio la designación de 1911 NM.
Más adelante, se nombró en honor del descubridor.

## Características orbitales
Joëlla orbita a una distancia media de 2,566 ua del Sol, pudiendo alejarse hasta 3,296 ua. Tiene una excentricidad de 0,2842 y una inclinación orbital de 15,41°. Emplea en completar una órbita alrededor del Sol 1502 días.